# Бротоннский мост
Бротоннский мост (фр. Pont de Brotonne) — вантовый мост через долину реки Сены восточнее французского города Кодбек-ан-Ко в департаменте Приморская Сена (административный регион Верхняя Нормандия). Мост расположен между Гавром и Руаном и его эксплуатация началась в 1977 году.
Работы по сооружению Бротоннского моста финансировал Генеральный совет департамента Приморская Сена в рамках проекта по улучшению транспортной доступности изолированной прежде исторической области Пеи-де-Ко. Мост назван по имени заповедника Бротоннский лес, на территории которого он расположен. Ниже по течению до устья Сены имеется только два моста — Танкарвильский мост и Мост Нормандии.
Мост вантовый. Центральный пролёт выполнен из предварительно напряжённого железобетона и имеет длину 320 м. Его сдача в эксплуатацию была одной из самых длительных в мире. Строительство моста осуществлялось путём последовательного навесного бетонирования по обеим сторонам от главных пилонов.
Бротоннский мост послужил «опытной площадкой» для внедрения разнообразных новых технологий в различных отраслях гражданского строительства во Франции, а также стал ориентиром для множества современных мостов во Франции.
В конце 2006 года взимание платы за пользование мостом отменили.

## Характеристики
- Длина: 1278 м
- Высота пилонов: 125 м
- Подмостовой габарит: 50 м
- Толщина полотна: 3,80 м